# Michèle Girardon
Michèle Girardon (Lyon, Francia, 9 de agosto de 1938 - ibídem, 25 de mayo de 1975) fue una actriz francesa de cine, teatro y televisión.

## Carrera
Michèle Girardon comenzó actuando ya en 1956 con un papel pequeño pero perceptible de una sordomuda en el film La mort en ce jardin del director Luis Buñuel. Pronto se hizo conocida en una serie de películas de notables directores de la nueva ola francesa . Se hizo popular debido a su trabajo en Les Amants (1958) del director Louis Malle  y en la producción de Howard Hawks de 1961 titulada Hatari! protagonizada por John Wayne y Hardy Krüger; este último actor, mientras estaba por rodar su papel tuvo que aprender Inglés, ya que no lo hablaba bien, para lo cual recurrió a la actriz.  
En 1963 resultó un año más productivo para la artista, con varios interpretaciones en diversas películas incluyendo Vacances Portugaises de Pierre Kast, Jean-Marc ou La vie conjugale, Françoise ou La vie conjugale y del director de Éric Rohmer, La Boulangère de Monceau.
Giardon también trabajó en televisión. En 1967, interpretó a Nicole en la primera temporada de Les Chevaliers du ciel. El éxito de esta serie la llevó a un muy alto nivel de popularidad.
Su carrera terminó definitivamente en 1971, viviendo anos posteriores en una gran depresión nerviosa que la llevaron el 25 de mayo de 1975 en Lyon, a suicidarse ingiriendo una gran cantidad de antidepresivos. 

### Filmografía
- 1956: La mort en ce jardin ........................ María Castin
- 1958: Vive les vacances ......................... Graziella
- 1958: Les Amants ......................... la secretaria
- 1959: Le signe du lion ........................ Dominique Laurent
- 1959: Vous n'avez rien à déclarer? .......................... Paulette
- 1960: Il principe fusto ........................ Susan Burton
- 1961: L'ammutinamento  ........................ Anna
- 1962: Paludi ........................ Ginevra
- 1962: Hatari! ........................... Brandy de la Court
- 1962: Virginie  ......................... Betty
- 1962: Les sept péchés capitaux .............................. La maestra
- 1963: La Boulangère de Monceau ........................	Sylvie
- 1963: Les vacances portugaises ........................ Geneviève
- 1963: Anthar l'invincibile ......................... Princesa Soraya
- 1963: Jean-Marc ou La vie conjugale .................... Patricia
- 1963: Françoise ou La vie conjugale .................Patricia
- 1964: Tout ce que vous demanderez  ................................ Cécile Glandier
- 1964: Il magnifico cornuto ............................ Cristina
- 1965: Der Schatz der Azteken .......................... Josefa
- 1965: Die Pyramide des Sonnengottes .......................... Josefa
- 1965: L'heure de la vérité  .............................. Chérie
- 1966: Anatole ...................... Gabrielle
- 1966: Tendre Voyou ........................ Chica en el Ritz
- 1968: Drôle de jeu  ........................... Chloé
- 1968: Rose rosse per Angelica ................. Antoinette
- 1968: Vendo cara la pelle ...................... Georgiana
- 1971: Les petites filles modèles Madame ........................ Sra de Fleurville
- 1971: Mais qui m'a fait donc ce bébé?

### Televisión
- 1966: Mésentente cordiale
- 1967: Les Chevaliers du ciel ...................... Nicole
- 1968: Les atomistes  .................... Gisèle
- 1968: Graf gibt sich die Yoster Ehre ..................... Gina

## Vida privada
Durante la década de 1960, se la involucró sentimentalmente con un noble español casado, José Luis de Vilallonga, a quien conoció en el rodaje de Les Amants. Cuando finalmente Vilallonga pudo obtener su divorcio en 1972, termina su relación con la actriz con el fin de casarse con otra mujer. Girardon nunca se casó ni tuvo hijos.

## Suicidio
Sumergida en la depresión y la desesperación, Michèle Girardon, se quitó la vida el 25 de marzo de 1975 luego de una sobredosis de pastillas para dormir. Sus restos están enterrados cerca de París en el cementerio de Bagneux,  en Hauts de Seine. Tenía 36 años.